# Leopoldau

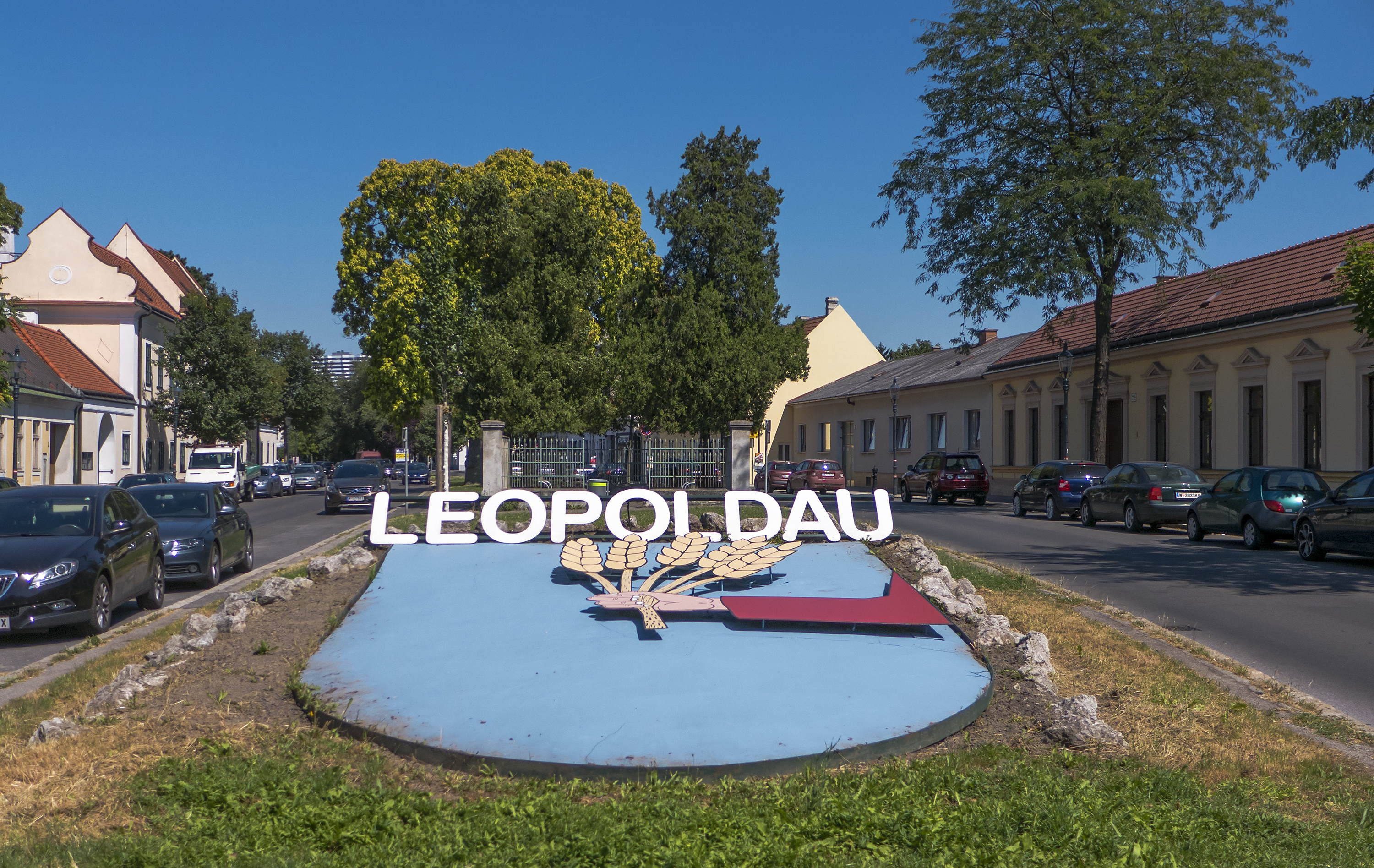
Am Leopoldauer Platz

Leopoldau war bis 1904 eine eigenständige Gemeinde und ist heute ein Stadtteil Wiens im 21. Wiener Gemeindebezirk Floridsdorf sowie eine der 89 Wiener Katastralgemeinden.

## Lage

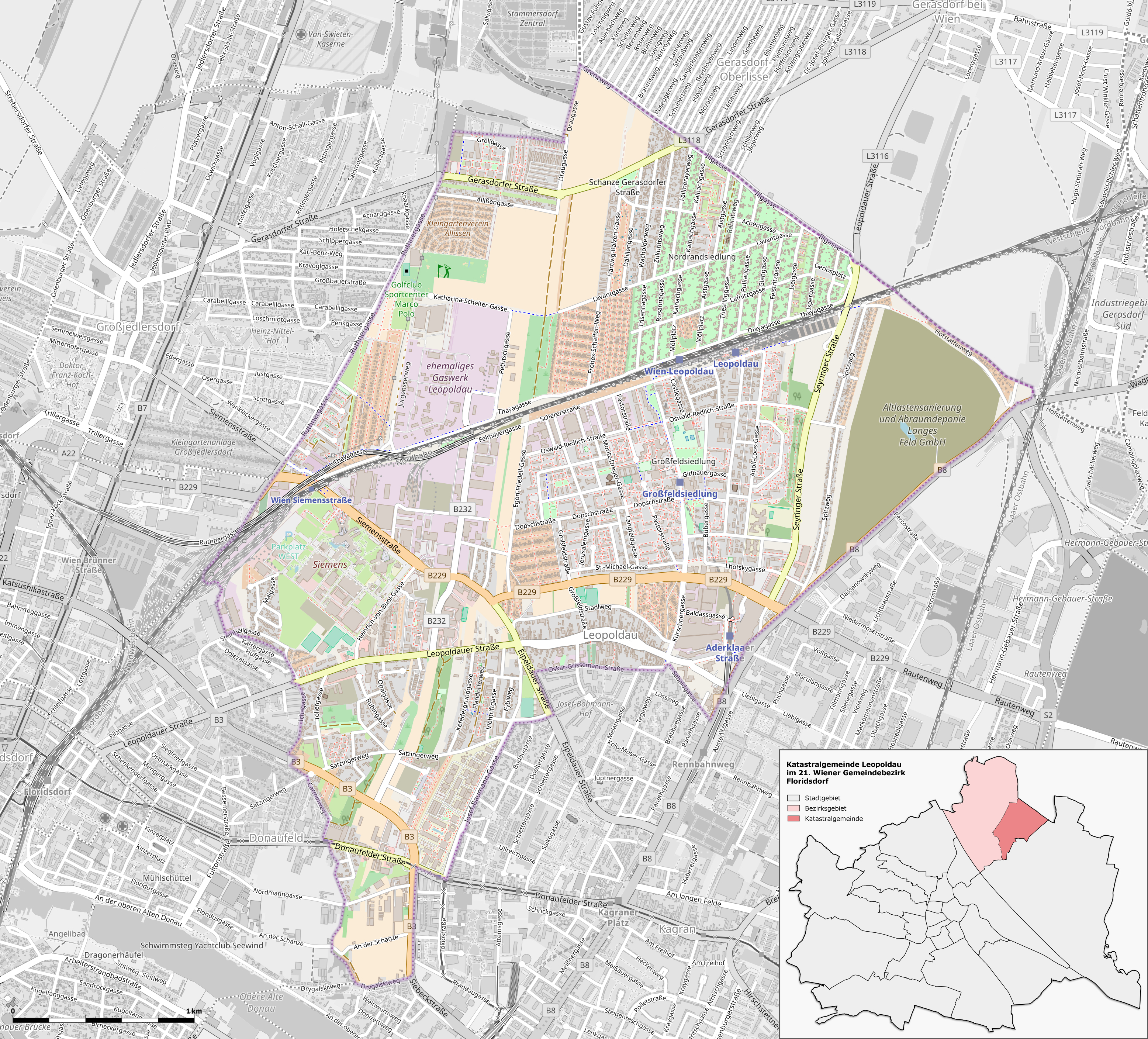
Katastralgemeinde Leopoldau im Wiener Bezirk Floridsdorf

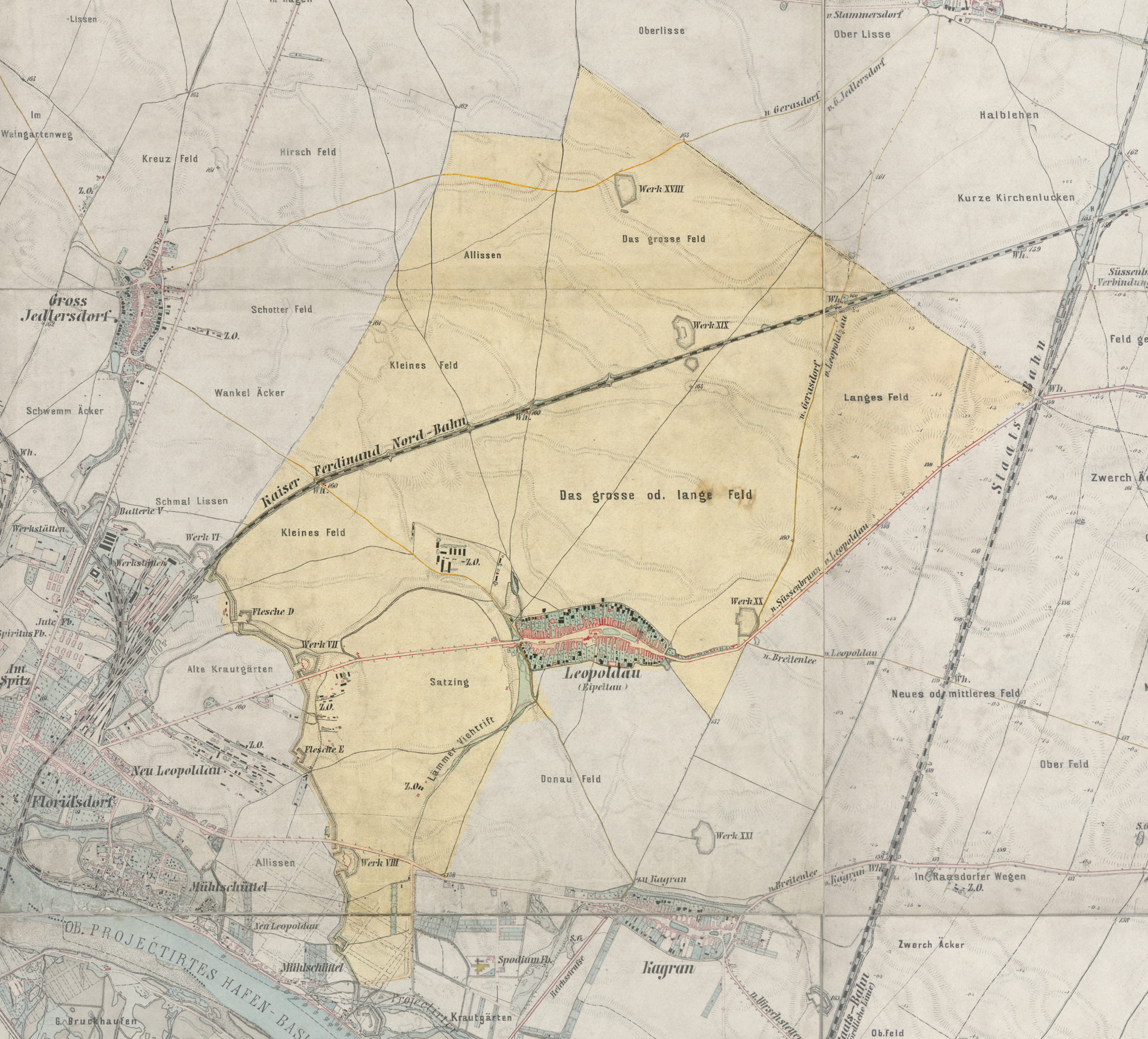
Das Gebiet der heutigen Katastralgemeinde Leopoldau auf einer Karte von 1873

Leopoldau liegt im Marchfeld, an der alten Verkehrsroute vom Donauübergang bei Jedlesee nach Deutsch-Wagram und Aspern. Lange Zeit war Leopoldau immer wieder durch Hochwässer der Donau gefährdet, deren Seitenarme bis an den Westrand des alten Ortskernes reichten. Das Dorf liegt als Angerdorf auf einem verlandeten Donauarm. Bis in die 1970er Jahre bildeten die Häuser eine geschlossene Front entlang des gesamten Angers.
Die Katastralgemeinde erstreckt sich über ein Gebiet von 1058,46 ha, wovon 11 ha im Gebiet des Gemeindebezirks Donaustadt liegen.
Die zentralen Bereiche um den Leopoldauer Platz sind von der Stadt Wien als bauliche Schutzzone ausgewiesen, ebenso die um 1910 entstandenen Gebäude des Leopoldauer Gaswerks.

## Namensherkunft
Die kleine Siedlung Leopoldau hatte viele verschiedene Namen. 1125 wurde der Name Alpitowe erstmals erwähnt. Weiters veränderte er sich in Alpoltowe, Altentoe, Alpeltow, Eypeltau, Apoltau und Eipeldau, worauf noch heute die Eipeldauer Straße hinweist. Danach kam Eupoltau und schließlich Leopoldau. Der heutige Name Leopoldau wurde durch Kaiser Leopold I. aus Dankbarkeit für eine erwiesene Hilfe vergeben und wird seit 1734 gebräuchlich, die Dorfbewohner wurden mit dem neuen Namen aber wohl eher zwangsbeglückt. Deshalb setzte sich der Name Leopoldau erst sehr spät (ab 1911) durch. Das Eipeldauerlied von Franz Hebenstreit greift diese aufgetragene Umbenennung auf.

## Geschichte

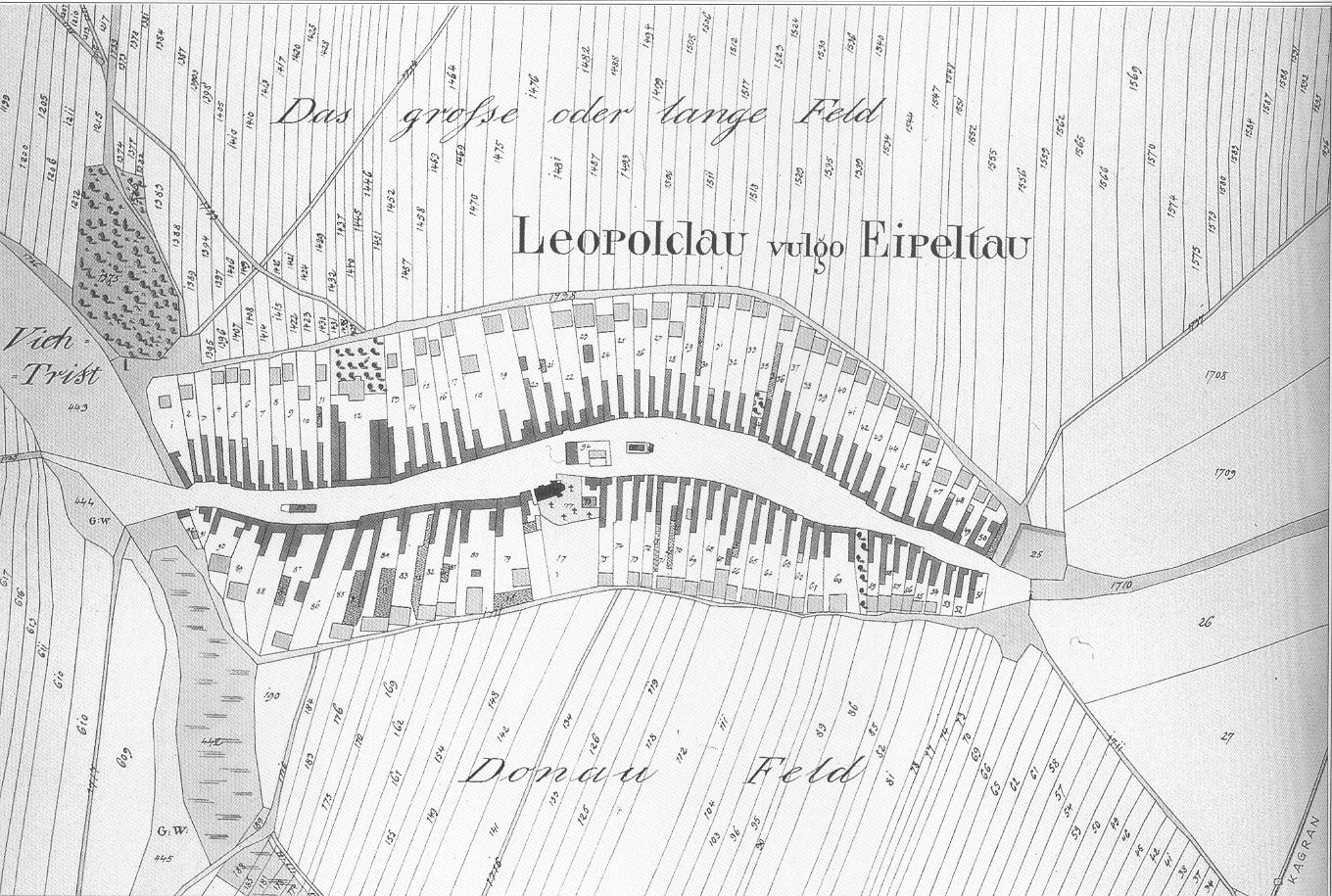
Leopoldau im 19. Jahrhundert

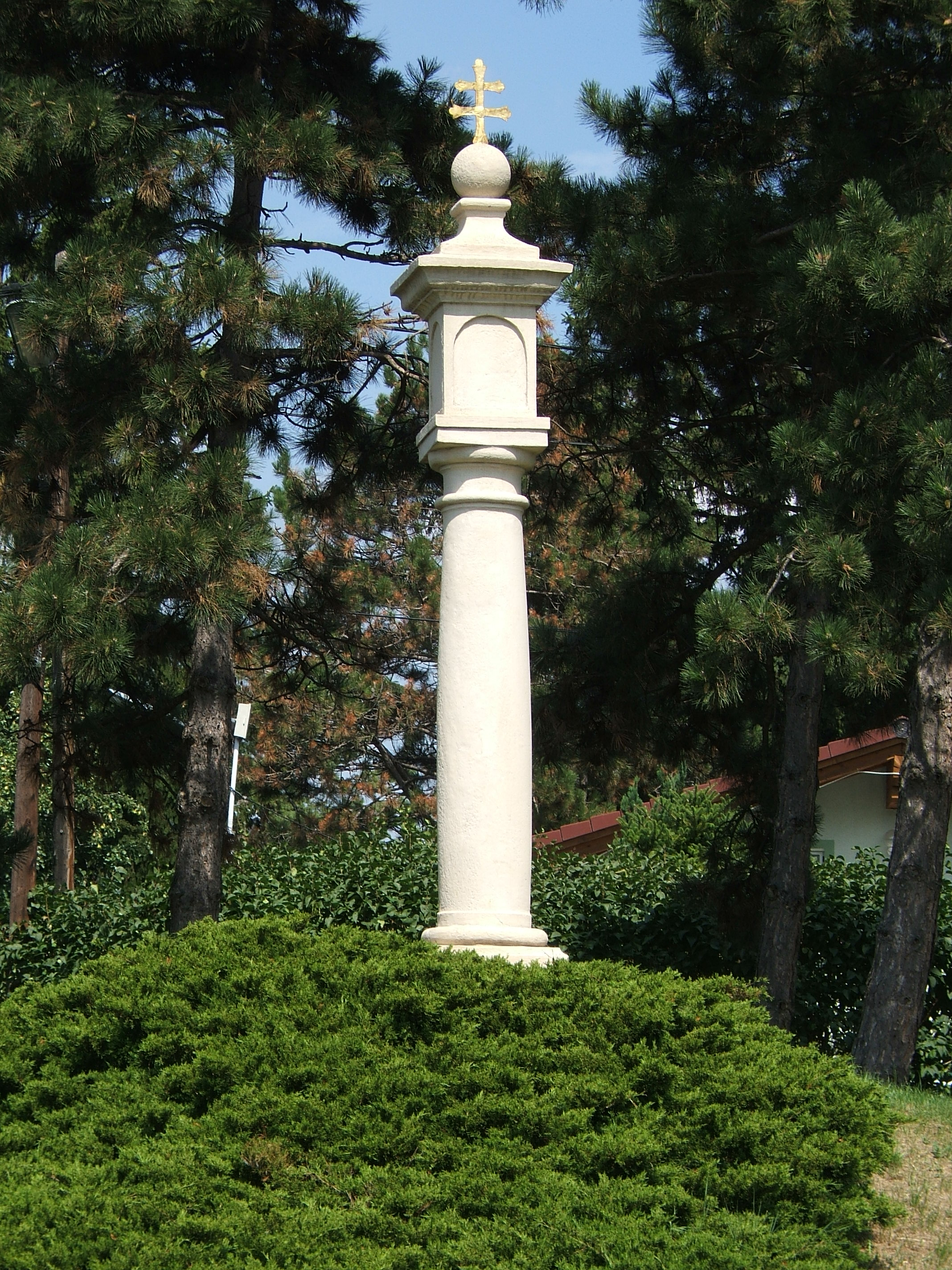
Kugelkreuz (Siemensstraße 167)

Die Besiedlung des Raumes von Leopoldau geht ohne Unterbrechung auf die Jungsteinzeit zurück, womit Leopoldau das älteste Siedlungsgebiet des 21. Bezirks sein dürfte; schriftlich wird der Ort allerdings 1125 erstmals erwähnt.
Markgraf Leopold III. war Herr des Ortes „Alpiltowe“, wo er oft auf Jagd ging. 1120 schenkte er den Ort seinem Sohn Leopold IV.
Die alte Siedlung wurde durch kriegerische Einfälle, Überschwemmungen und Feuersbrünste in ihrer baulichen Substanz oftmals schwer geschädigt, die Bevölkerung darüber hinaus durch Epidemien dezimiert. Im Mittelalter lebten die Leopoldauer hauptsächlich vom Fischfang. Von 1431 bis 1439 kam es zu einer Verwüstung durch die Hussiten aus Böhmen. Bereits 12 Jahre danach kam mit den Ungarn unter Matthias Corvinus die nächste Armee und zerstörte den Ort erneut. 1271 und 1402 wütete dann die Pest in Leopoldau. 1275 wurde ein Großteil des Ortes durch ein Hochwasser zerstört.
1330 wurde der erste Friedhof neben der im Jahre 1108 unter Leopold III. errichteten Kapelle gebaut. 1338 zerstörte ein sieben Meilen langer Zug aus Heuschrecken aus Asien alle Felder. 1484 hatte das ungarische Heer Stammersdorf eingenommen. Die Leopoldauer halfen Friedrich III. und bekamen somit Sonderrechte. So mussten sie etwa von 1492 bis 1875 keine Brückenmaut auf der Donaubrücke nach Wien zahlen.
Was sich für die Jedleseer nachteilig ausgewirkt hatte – der Bau der Donaubrücke 1439 – war für die Leopoldauer von Vorteil: sie konnten nun ihre landwirtschaftlichen Erzeugnisse mühelos auf die Wiener Märkte bringen. Nach einer Überschwemmung war Leopoldau seit 1489 von Kagran durch einen neu entstandenen Donauarm vermeintlich für immer getrennt. Ebenso in diesem Jahr wurde die Pfarre Eipeldau als eigenständig erhoben.
Knapp 200 Jahre danach kam erneut die Pest und forderte über 700 Opfer. 133 wurden rund um das Kugelkreuz (heute an der Siemensstraße) beerdigt. Dieses Kugelkreuz befindet sich auf einem kleinen Hügel. Es besteht aus einer Steinsäule mit einer Kugel und einem Kreuz darauf. Der Hügel selbst ist allerdings kein Pestgrab und auch kein hallstattzeitlicher Grabhügel, wie ebenfalls öfter angenommen wurde.
Von 1600 an soll Leopoldau eine eigene Schule besessen haben, 1730 wurde eine Pfarrschule im Pfarrhof errichtet. 1773 wütete ein Feuer in Leopoldau, welches rund 50 Häuser zerstörte.
Das alte Eipeldau war nicht nur wegen seiner Gänsezucht berühmt, sondern erlangte durch die von Joseph Richter (1749–1813) verfassten Briefe eines Eipeldauers an seinen Herrn Vetter in Kakran über d'Wienerstadt auch einen Platz in der Literaturgeschichte.
Ein weiteres großes Hochwasser verwüstete Leopoldau am 1. März 1830. 8 Menschen ertranken und 89 Häuser wurden teils schwer beschädigt. Die Hochwassermarke am Leopoldauer Platz 91 zeugt bis heute davon.
1831 wurde Leopoldau zur Marktgemeinde erhoben. Um die Mitte des 19. Jahrhunderts entstanden zahlreiche Fabriken und Wohnhäuser. Damals begannen sich zwei neue Ortschaften zu entwickeln: Neu-Leopoldau und Mühlschüttel. 1881 wurden diese beiden Orte von Alt-Leopoldau getrennt und bildeten seither eine eigene Katastralgemeinde Neu-Leopoldau mit Mühlschüttel, welche 1886 aufgrund der Verwechslungsgefahr mit Alt-Leopoldau in Donaufeld umbenannt wurde.
1904 wurde Leopoldau mit mehreren anderen Vororten zum 21. Wiener Gemeindebezirk Floridsdorf eingemeindet. Die Leopoldauer Bauern widersetzten sich von allen betroffenen Gemeinden am meisten der Eingemeindung nach Wien. Bürgermeister Karl Lueger musste mehrmals persönlich zu Besprechungen anreisen, um sie von den Vorteilen zu überzeugen. Nach der Gründung des 22. Bezirks Donaustadt 1938 und der Eingemeindung von Stammersdorf 1954 besteht der Bezirk Floridsdorf aus Leopoldau und sechs weiteren Bezirksteilen.
1927 wurde die Freiwillige Feuerwehr Leopoldau von der Wiener Berufsfeuerwehr abgelöst.
1932 wurde als Teil eines Arbeitsbeschaffungsprogrammes die erste der sogenannten Nebenerwerbssiedlungen durch die Wiener Gesiba errichtet. Die Stadtverwaltung wählte unter den Langzeitarbeitslosen geeignete Bewerber, vor allem Facharbeiter, aus, die sämtliche Bauarbeiten in Eigenregie durchzuführen hatten. So entstanden auf relativ großen Parzellen, die für Gartenbau und Kleintierhaltung genutzt werden konnten, 425 Häuser. Die Großfeldsiedlung wurde südlich des Bahnhofs Leopoldau errichtet, die Nordrandsiedlung nördlich davon bis zur Grenze zu Niederösterreich.
Von 1966 bis 1973 entstand der Gemeindebau Großfeldsiedlung für rund 21.000 Bewohner, eine der ersten Wiener Satellitensiedlungen. Am Rand der Wohnanlage sind Teile der ehemaligen Siedlung erhalten geblieben.
1996 wurde die auf dem Anger von Leopoldau errichtete Feuerwache Leopoldau geschlossen und 2010 verkauft.
Der historische Ortskern mit der Barockkirche Maria im Elend hat die Form eines Straßenangerdorfes. Dort gibt es noch heute zahlreiche kleinbäuerliche Betriebe. Die Felder, die sich im nördlichen Bereich des Ortskerns befinden, wurden widmungsmäßig geschützt, sodass sich Leopoldau bis heute ihren dörflichen Charakter weitestgehend erhalten hat.

## Pfarren und Friedhöfe

### Leopoldauer Pfarrkirche

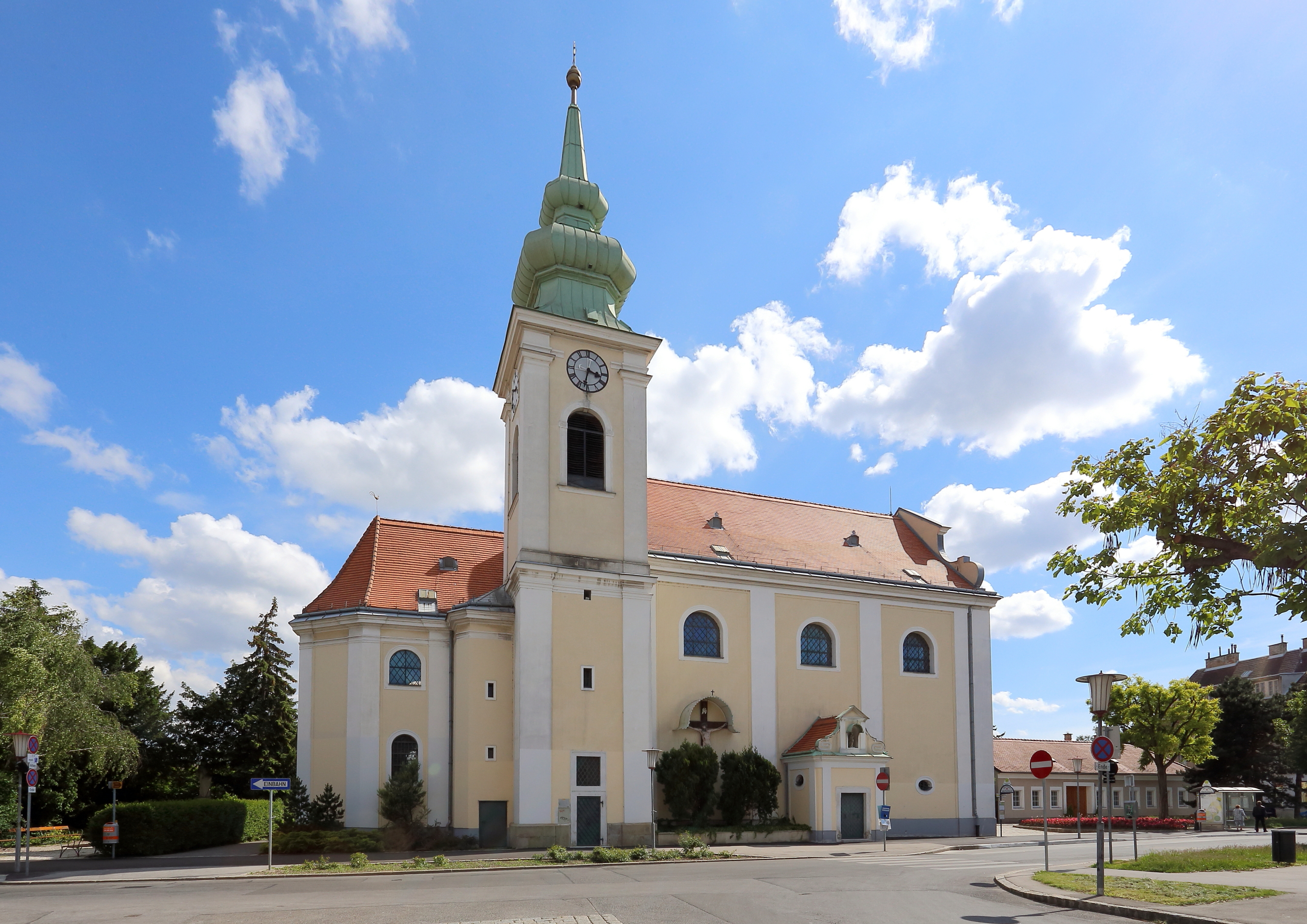
Leopoldauer Pfarrkirche

Früher gehörte Leopoldau (kirchlich gesehen) zur Stadlauer Pfarre. Deren Gotteshaus stand jedoch des Öfteren unter Hochwasser, deswegen wurde in Kagran ein neues gebaut. Doch auch dieser Kirchenbau war aufgrund von Hochwasser des Öfteren nicht erreichbar. Daraufhin baten die Leopoldauer die Diözese Passau, ihre eigene Kapelle in eine Pfarrkirche umbauen zu dürfen, dies wurde ihnen 1489 gestattet.
Der ursprüngliche, in die Zeit der Gotik zurückreichende Bau war der hl. Maria und dem hl. Georg geweiht. Als das Gotteshaus 1696 zum heutigen Bau unter Propst Christoph II. umgestaltet wurde, weihte man diesen der hl. Maria im Elend. Seither heißt die Kirche Maria im Elend oder auch Maria auf der Flucht nach Ägypten.
Die Kirche – die wohl kunsthistorisch bedeutendste des 21. Bezirks – besitzt als Mittelpunkt des wertvollen Hochaltars eine überlebensgroße Kreuzigungsgruppe (um 1700) und bedeutende barocke Skulpturen (hl. Florian, hl. Gregor, hl. Augustinus) und am linken Seitenaltar eine Marienstatue mit Kind (Mitte 14. Jh.).

### Pfarrkirche Maria Himmelfahrt

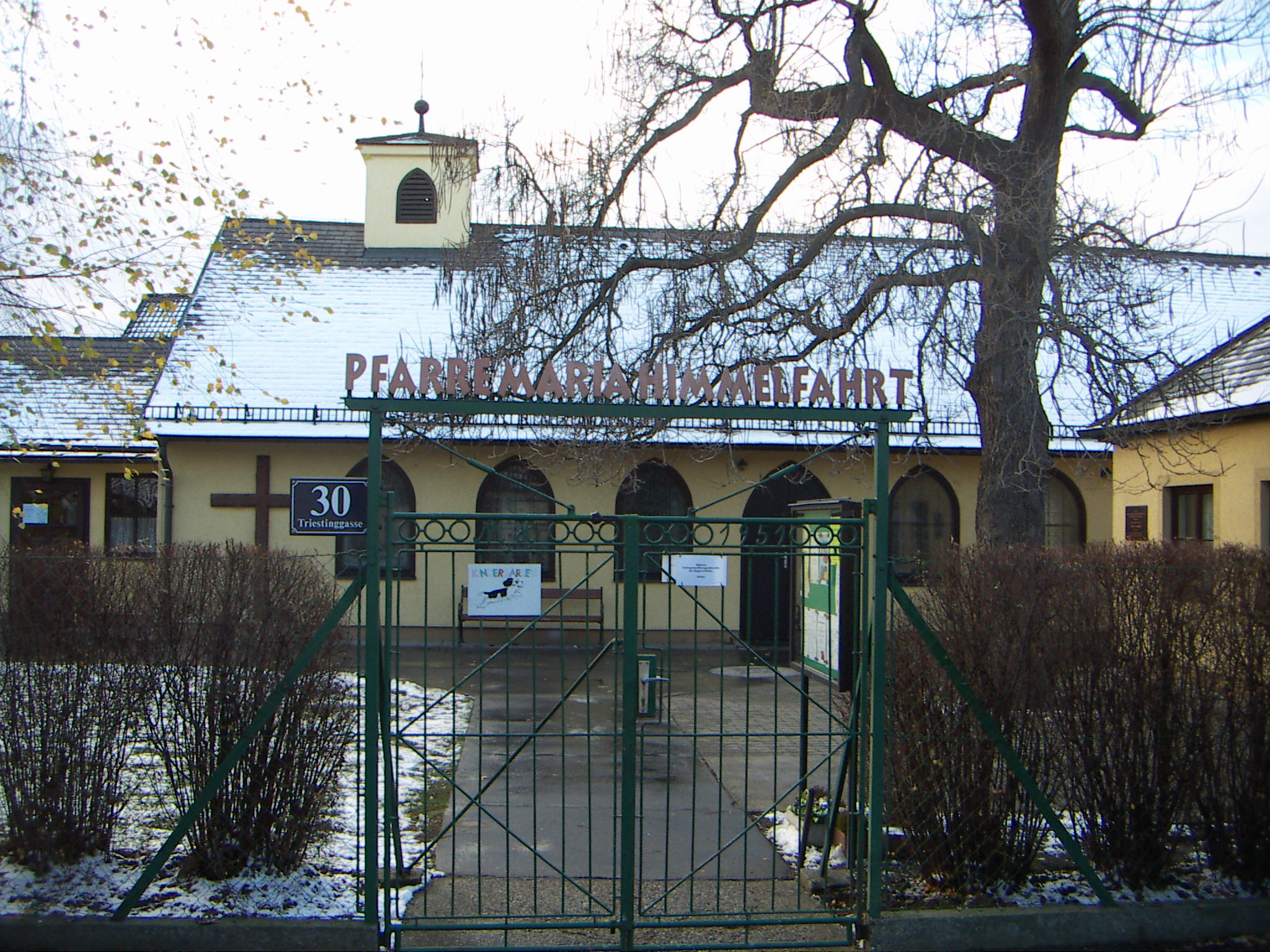
Maria-Himmelfahrt-Kirche

Im Jahr 1934 kam die erste Idee für einen Kirchenbau im Gebiet der Nordrandsiedlung auf, die Genehmigung erfolgte bereits am 4. Juli 1934. Über die Lage war man sich aber zunächst sehr uneinig. Auf Betreiben von Pfarrer J. Kepplinger wurde die neue, für die Nordrandsiedler gebaute Kirche – aufgrund der geringen Entfernung zur Pfarre Leopoldau – bei der Nordbahn-Station Leopoldau Ladestelle errichtet. Im April 1937 wurde die Kirche als „Notkirche“ eingeweiht.
Doch kurz nach dem Einmarsch der deutschen Truppen 1938 wurde das Inventar versteckt und der Notgottesdienst eingestellt. Nach Kriegsende gab es viele, die sich gegen die Kirche aussprachen, weil sie meinten, man solle lieber Wohnungen statt Kirchen bauen.
Am 15. Oktober 1950 wurde Pater Hartwig Hubert Balzen zum Pfarrer ernannt. (Heute trägt die Hartwig-Balzen-Gasse seinen Namen). Der neue Pfarrer machte es sich zur Aufgabe, die Notkirche umzubauen. Von einer alten Baracke der Caritas bekam er das Holz für den Bau. Ende November 1950 konnte mit Hilfe des Stiftes Klosterneuburg ein Grundstück erworben werden. Doch es dauerte bis 1951 bis mit dem Bau begonnen werden konnte. Am 10. Juni fand die Grundsteinlegung statt. Die Bauarbeiten dauerten bis zum 2. Dezember 1951 Am darauffolgenden 1. Adventsonntag wurde bereits der erste Gottesdienst in der neuen Kirche gefeiert.

### Weitere Leopoldauer Pfarren

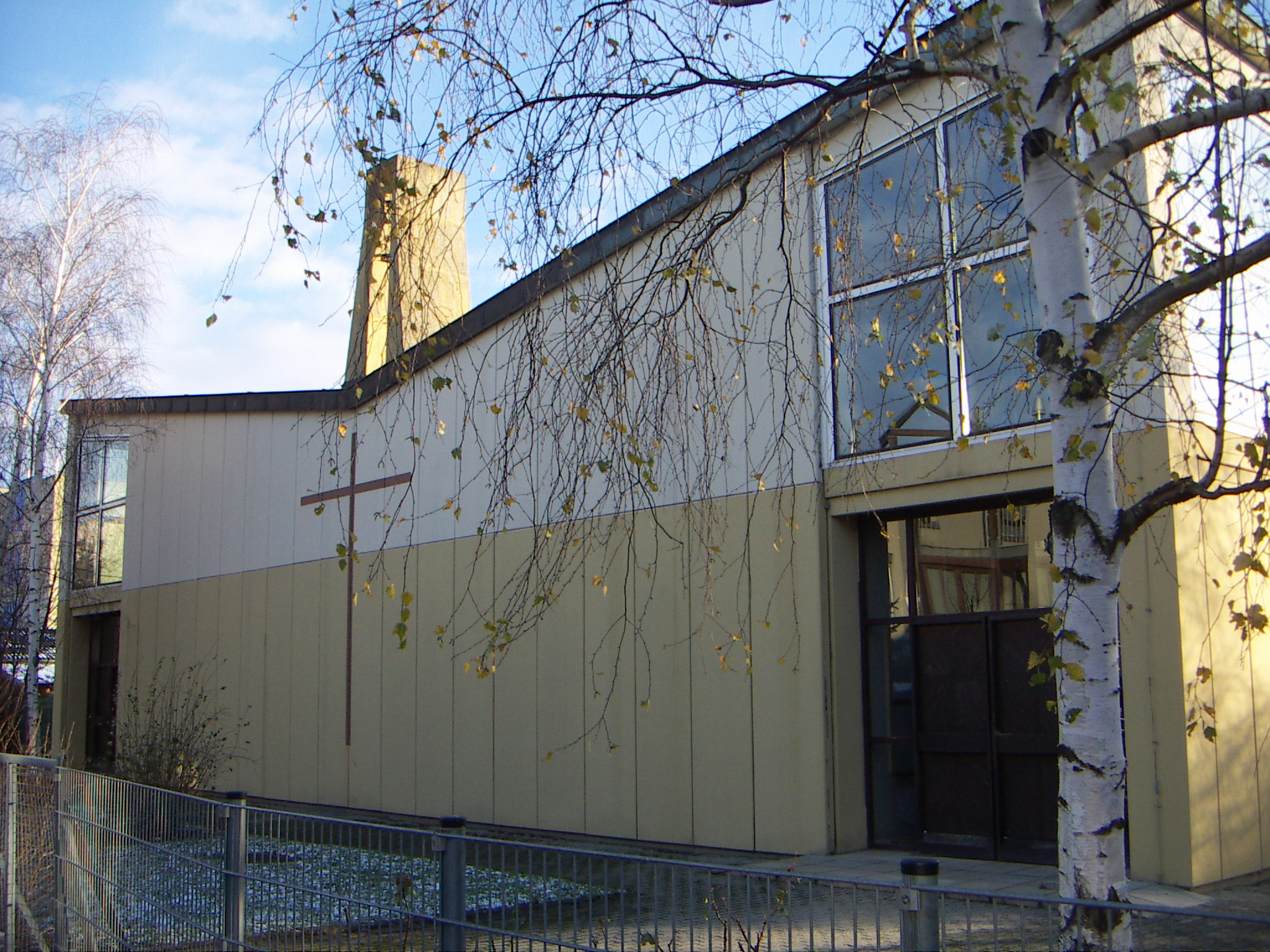
Pfarrkirche Don Bosco in der Großfeldsiedlung

- Evangelische Pfarre A. B. Leopoldau in der Erlöserkirche
- Pfarre Don Bosco in der Pfarrkirche Don Bosco
- Pfarre Herz Jesu in der Herz-Jesu-Kirche
- Pfarre Heiliges Kreuz in der Heilig-Kreuz-Kirche
- Pfarre der Syrisch-orthodoxen Kirche Leopoldau

### Leopoldauer Friedhof
Der Leopoldauer Friedhof befindet sich am Leopoldauer Platz und beherbergt 964 Grabstellen auf einer Fläche von rund 4.950 m². Er zählt zu den Wiener Städtischen Friedhöfen und wird von der Friedhöfe Wien GmbH (vor 2008: Magistratsabteilung 43) verwaltet. Seine Ursprünge gehen bis ins 14. Jahrhundert zurück, als sich hier nur eine Kapelle befand und die Ortschaft Leopoldau zur Pfarre Stadlau gehörte. 1872 wurde der Friedhof erweitert, im Jahre 1905 verfügte der Friedhof über eine Fläche von 5.186 m² und eine Reserve von 1.970 m². Dem Statistischen Jahrbuch der Stadt Wien dieses Jahres war zu entnehmen, dass der Friedhof für die „Leichen des ehemaligen Vorortes Leopoldau und für Katholiken allein bestimmt“ war. In den Jahren 1906 und 1910 wurde der Friedhof erneut erweitert, 1910 kam eine Einfriedungsmauer hinzu.
Von 1925 bis 1931 war der Friedhof gesperrt. Während des Zweiten Weltkrieges wurde der hintere Teil des Friedhofs im März 1945 von acht Bomben getroffen. Einige Gräber wurden dabei zerstört oder schwer beschädigt, auch die Kirche wurde in Mitleidenschaft gezogen. 1953 beschloss der Wiener Gemeinderat erneut eine Sperre des Leopoldauer Friedhofs ab dem Jahr 1975. Auch viele andere kleinere Wiener Friedhöfe sollten aufgelassen werden. Nach einer Volksbefragung im Jahr 1980 hob der Gemeinderat die in der Zwischenzeit auf 1985 verschobene Sperre aller Friedhöfe wieder auf.

## Verkehr und Infrastruktur

### Verkehr

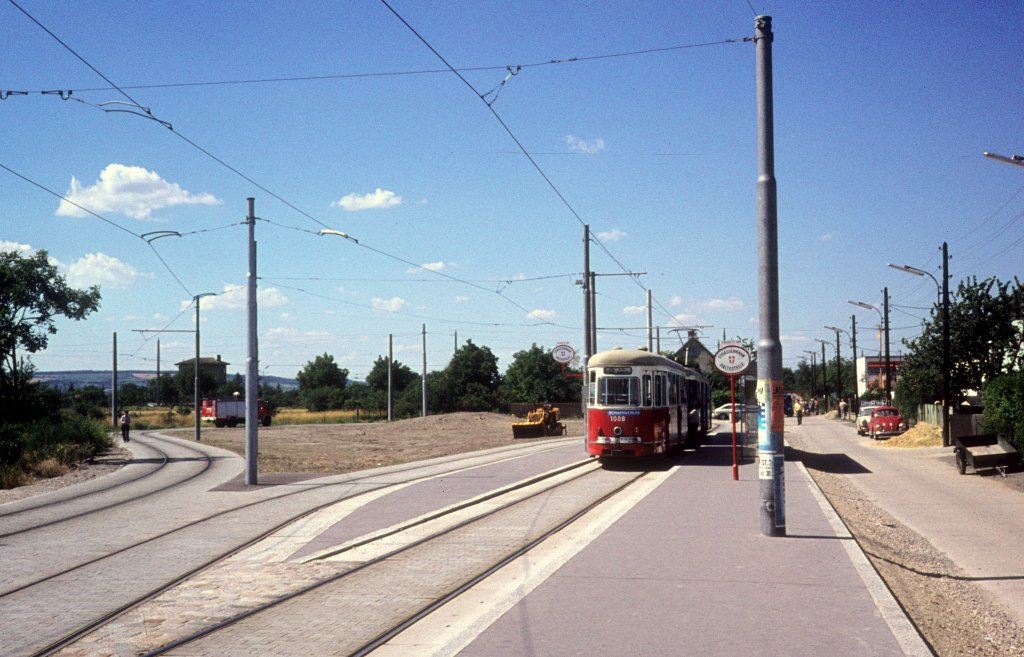
Straßenbahnschleife Leopoldau, 1977

1907 fuhr der erste Autobus in Floridsdorf, und zwar von Floridsdorf über Leopoldau nach Kagran.
Ab dem 9. Mai 1917 fuhr mit der Linie 117 erstmals eine Straßenbahn von Floridsdorf nach Leopoldau. Diese wurde am 27. März 1961 in 17A umbenannt, welche ab 3. Juni 1961 ihre Endstelle nicht mehr in Floridsdorf Am Spitz hatte, sondern ab dem Schnellbahnhof in Floridsdorf bis Leopoldau geführt wurde. Am 10. April 1970 wurde diese Straßenbahnstrecke aufgelassen.
Vom 3. Juli 1971 bis 17. September 1976 wurde die Strecke Floridsdorf – Leopoldauer Platz – Kagran von der Autobuslinie 28A bedient, jedoch zwischen 18. September 1976 bis 3. September 1982 lautete die neue Streckenführung Floridsdorf – Großfeldsiedlung. Am 4. September 1982 wird diese Linie in 29A umbenannt und verkehrt weiterhin auf dieser Strecke.
Am 6. September 1982 wird die neue (Verstärker-)Linie 28A in Betrieb genommen und verkehrt zwischen Floridsdorf und der Großfeldsiedlung, zum Teil über das Gewerbegebiet in der Richard-Neutra-Gasse.
Am 4. September 1995 wird die Linie 30A in 32A umbenannt. Die Linie 30A verkehrte vom 27. März 1961 bis 4. September 1995 von Leopoldau über die Nordrandsiedlung nach Großjedlersdorf und Siemensstraße, die neue Linie 32A fährt auch nach Strebersdorf.
Seit dem 2. September 2006 fährt die U-Bahn Linie U1 bis nach Leopoldau und Leopoldau bekam mit den Stationen Aderklaaer Straße, Großfeldsiedlung und Leopoldau drei U-Bahn-Stationen.
Im Zuge der Verlängerung dieser U-Bahn Linie wurde die Straßenbahnlinie 25 eingestellt. Diese verkehrte seit 18. September 1976 erstmals zwischen Schüttauplatz und Leopoldau.
Leopoldau ist darüber hinaus mit mehreren Schnellbahnlinien an das Schnellbahnnetz und an den ÖBB Regionalverkehr angeschlossen und wird weiters seit dem 2. September 2006 mit einem Regionalbus (Linie 125) bedient.
Im öffentlichen Nachtverkehr wird Leopoldau in den Nächten auf Samstag, Sonntag und Feiertag von der Linie U1 bedient, in den übrigen Nächten von der Nightline-Linie N25.
Am 19. Mai 2007 fuhr zum ersten Mal ein Bus in die neue 'Betriebsgarage Leopoldau' ein. Der Neubau der Garage Leopoldau ist Teil des Garagenkonzeptes der Wiener Linien. Mit der Fertigstellung der Garage Leopoldau 2007 werden die Garagen Vorgarten aus den 1950er Jahren sowie die als Busgarage genützte frühere Straßenbahnremise Grinzing aufgelöst. Die neue Garage Leopoldau befindet sich in der Katharina-Scheiter-Gasse 6 am Gelände des Gaswerks Leopoldau.

### Infrastruktur
Die Gasversorgung Wiens wurde im Jahr 1896 kommunalisiert, doch wurden die äußeren Gemeindebezirke weiterhin durch zwei private Gesellschaften beliefert, deren Verträge erst im Jahr 1911 abliefen. Im selben Jahr gingen nach zweijähriger Bauzeit am 17. November das städtische Gaswerk Leopoldau in Betrieb und versorgte nun als zweites großes Gaswerk neben den Gasometern die Stadt Wien mit Gas. Die feierliche Eröffnung fand am 18. Dezember statt. Das Gaswerk leistete 250.000 Kubikmeter pro Stunde an Gas.
Einer der überzeugendsten Gründe für die Gemeinde Leopoldau, sich Wien anzuschließen, war das Versprechen gewesen, das Gaswerk in ihrem Gebiet zu errichten. Durch Grundstücksverkäufe waren gute Gewinne zu erzielen, die allerdings in der Inflation der Nachkriegsjahre wieder zerrannen.
Seit Februar 1975 arbeitet das Kraftwerk Leopoldau. Im Herbst 1988 wurde es in ein umweltfreundliches GUD-Kraftwerk umgebaut. Im Winterhalbjahr wird die Anlage zur Grundlasterzeugung in Verbindung mit Fernwärmeauskopplung, im Sommerhalbjahr als Gasturbinenkraftwerk zur Spitzenlast und zur Ersatzlastdeckung genutzt.

## Musik
In Leopoldau wurde nach dem Zweiten Weltkrieg im Jahr 1949 der Musikverein Leopoldau gegründet, der aktuell in der Siemensstraße 170 sein Probelokal besitzt.
Aus dem Musikverein Leopoldau entstand unter Mitwirkung der Wiener Musikschulen das Jugendensemble Orange Corporation (Jugendblasorchester Donaustadt-Floridsdorf).

## Sport
In Leopoldau gibt es folgende Vereine:
- SC Großfeld
- Österreichs größter Tischfußballverein
- Sportunion Leopoldau
- Judo-Club WAT-Großfeld

## Schulen und Bildungsstätten
- Volksschule Zehdengasse 9
- Volksschule Lavantgasse 35
- Volksschule Herzmanovsky-Orlando-Gasse 11
- Volksschule Pastorstraße 29
- Volksschule Dopschstraße 25
- Hauptschule Pastorstraße 25
- Hauptschule I Adolf-Loos-Gasse 2
- Hauptschule Aderklaaerstraße 2
- Tierpflegeschule des Fonds zur Förderung der Tierpflege
- Höhere Bundeslehranstalt für Tourismus
- Veterinärmedizinische Universität Wien